# Smil písečný

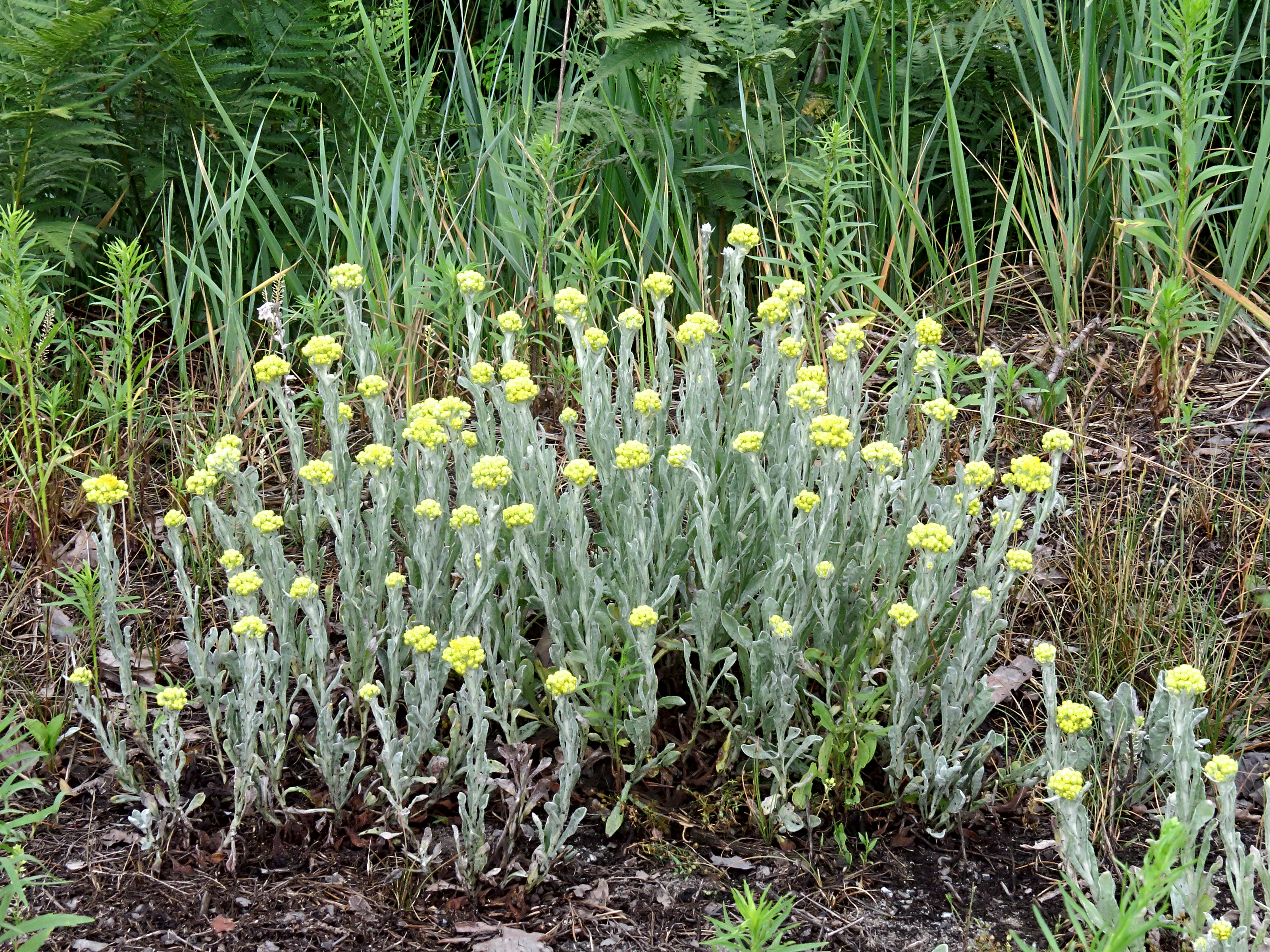
Kolonie smilu písečného

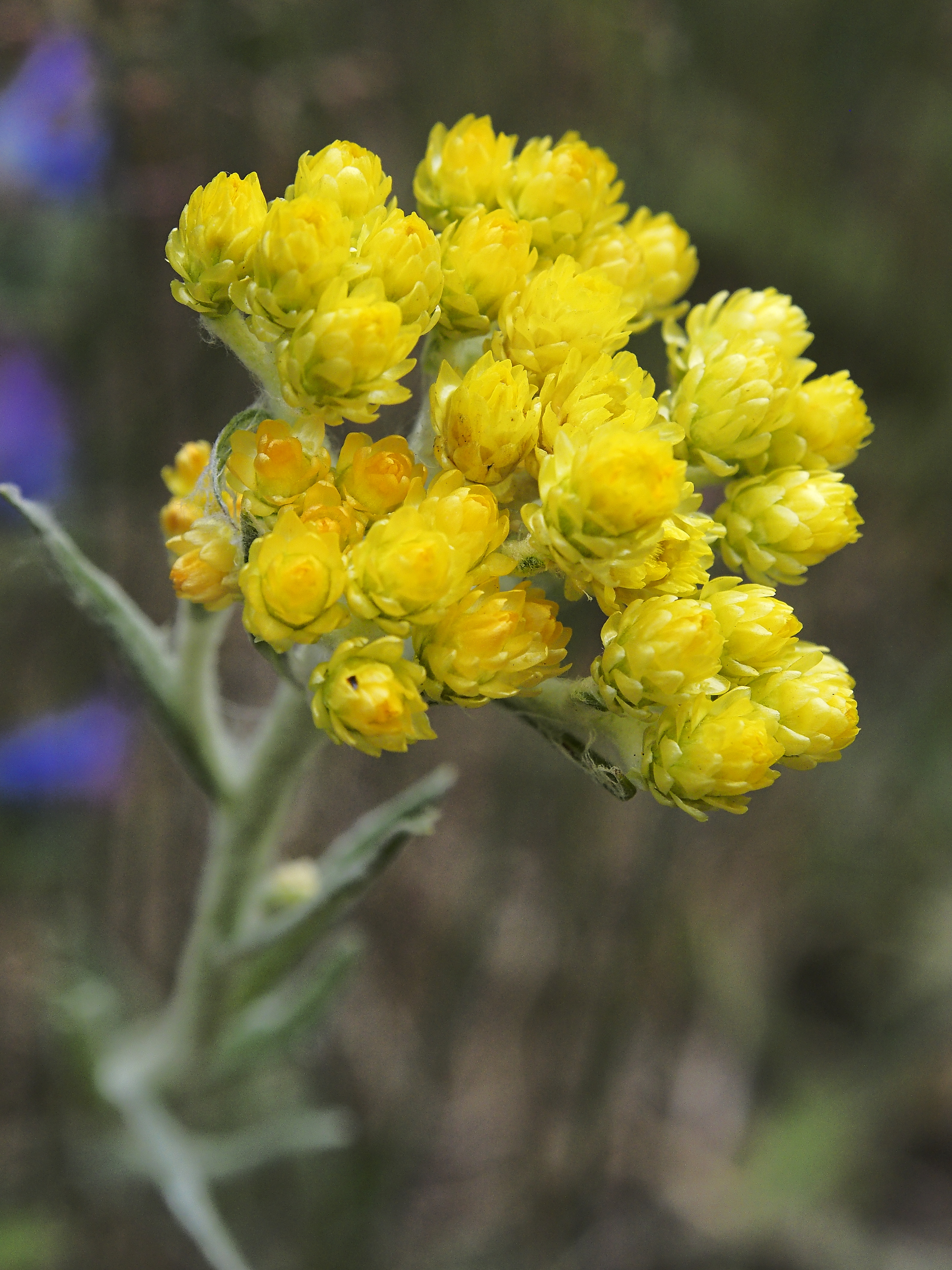
Květenství úborů

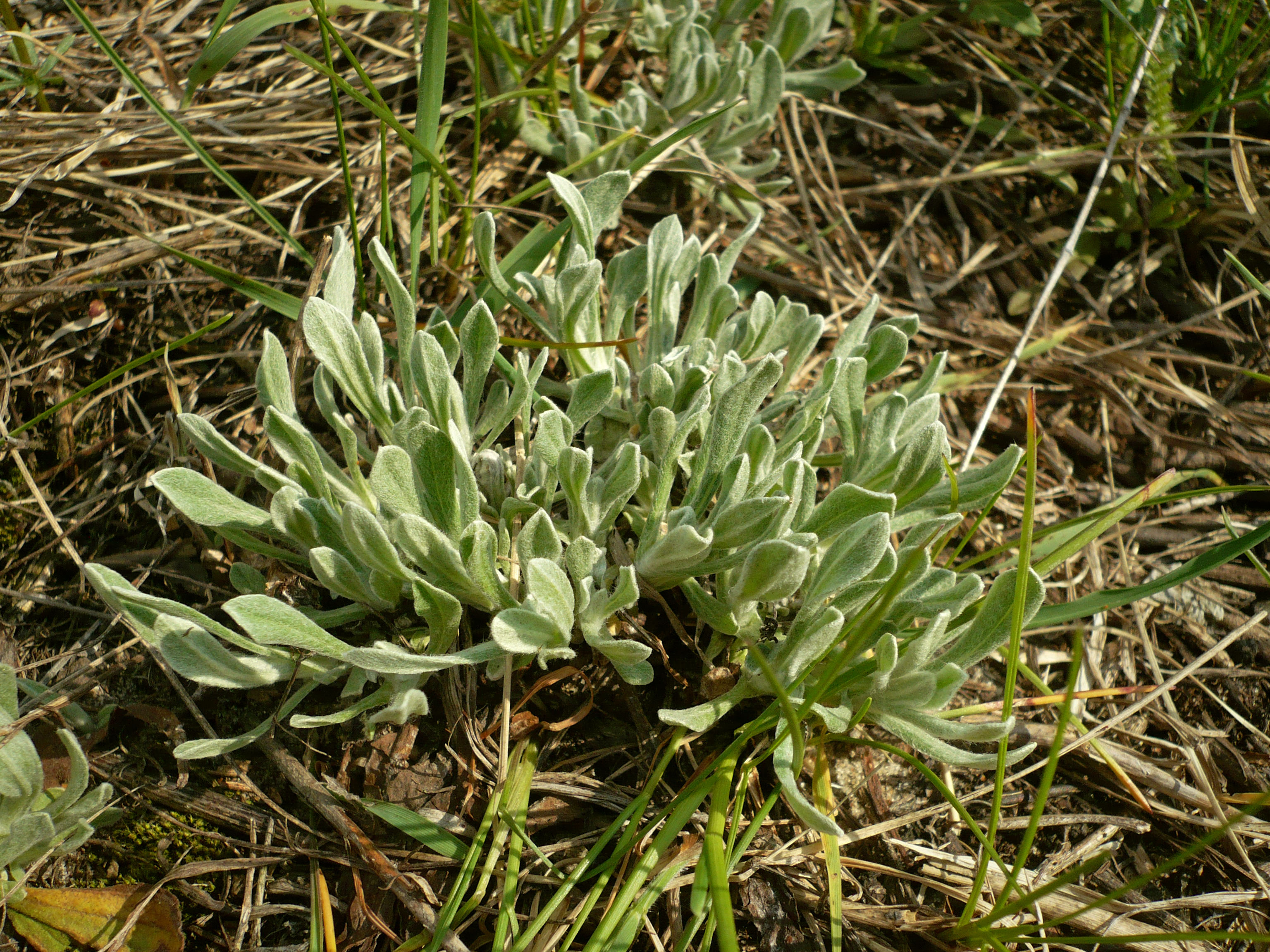
Přízemní listové růžice

Smil písečný (Helichrysum arenarium) je vytrvalá, nevysoká, planě rostoucí rostlina kvetoucí koncem léta četnými, citrónově žlutými květy sestavenými do mnoha drobných úborů. V české přírodě je původním druhem, je jedním z přibližně šesti set druhů rodu smil rozšířeného především ve Starém světě.

## Rozšíření
Smil písečný je kontinentální druh s eurasijským areálem, jeho těžiště se nalézá ve východní Evropě a v západní Asii. Na západě zasahuje do Francie a Beneluxu, na severu na jih Skandinávie a do Pobaltí, na jihu přes Balkán do oblasti východního Středomoří, na oba břehy Černého moře i na sever Kavkazu, na východě sahá přes západní Sibiř do Mongolska, Číny a Střední a jihozápadní Asie.
Výskyt v České republice leží nedaleko jeho jihozápadní hranice rozšíření, jež probíhá severně od Alp. Vyskytuje se hlavně na jihu Moravy, nejvíce na písčinách podél řeky Moravy v sektoru mezi Bzencem a Hodonínem a dále v oblastech s granitovým podložím v okolí Třebíče (na třebíčském plutonu) a Znojma (na znojemském plutonu). V Čechách je několik drobných lokalit okolo středního toku Vltavy (středočeský pluton) mezi přehradami Orlík a Slapy, na písčinách a svazích kaňonu podél Labe a na území mezi Lysou nad Labem a Ústím nad Labem. Roste spíše na níže položených místech, nejvýše se vyskytuje u Velkého Meziříčí na Fajtově kopci v nadmořské výšce asi 515 m n. m.

## Ekologie
Psamofyt, jehož typickým biotopem jsou suché, nezapojené trávníky nacházející se na písčinách podél řek i břehů rybníků a jezer, váté písky, skalnaté meze a stráně, okraje cest i světlé borové lesy. Je bylinou dobře přizpůsobenou suchým a teplým biotopům na silikátových skalách. Snáší půdu s nízkým obsahem humusu i dusíku, která bývá propustná a vysýchavá, neutrální až mírně kyselá a mívá hodnotu pH 6,6 až 8,3. Nejlépe mu vyhovují místa s občasnou pastvou, která má prokazatelně pozitivní vliv na jeho zastoupení na lokalitě. Je považován za pionýrský druh ve vegetaci písčin a mělkých půd.

## Popis
Vytrvalá bylina s krátkým, rozvětveným, dřevnatějícím oddenkem, na němž vyrůstají víceleté stálezelené listové růžice a jednoleté květné lodyhy vysoké 10 až 30 cm. Tyto lodyhy, přímé nebo od spodu obloukovitě vystoupavé, však vznikají až u dvouleté, častěji ještě starší rostliny. Kořenový systém sahá do hloubky i 70 cm a do stran téměř 50 cm, na jeho postranních kořenech se z adventivních pupenů vyvíjejí nové dceřiné listové růžice a z nich vyrůstají šedobíle plstnaté lodyhy, jež bývají nejčastěji u spodu jednoduché a rozvětvené až v horní části. Lodyhy jsou hustě olistěné střídavě vyrůstajícími řapíkatými, celistvými, eliptickými listy. Dolní lodyžní listy mívají čepel obkopinatou, 5 až 10 cm dlouhou a 0,5 až 1 cm širokou, u spodu postupně zúženou do řapíku a na konci tupou. Střední a horní listy lodyhy jsou přisedlé až poloobjímavé, postupně se směrem vzhůru zkracují i zužují a horní listy jsou úzce kopinaté a špičaté.
Úbory se žlutými květy mívají průměr asi 1 cm a v počtu 5 až 40 květů vytvářejí husté, 2 až 8 cm široké, ploché až půlkulaté koncové chocholíky. Zákrov úboru je asi 5 mm dlouhý, víceřadý, s četnými přitisklými zlatožlutými až oranžovými listeny střechovitě uspořádanými. Vnější listeny jsou obvejčité, drobné, asi pětkrát kratší než vnitřní a téměř celé blanité, střední a vnitřní jsou obkopinaté se žlutým, vzácně bílým, oranžovým či červeným přívěskem. Květy jsou oboupohlavné, jejich srostlé, citrónově žluté koruny jsou trubkovité, pouze vzácně jsou některé okrajové květy samičí s niťovitou korunou. Kalich v průběhu kvetení není patrný, později se vyvine do chmýru. Květy jsou opylovány především některými druhy samotářských včel rodu hedvábnice (Colletes), doba rozkvětu trvá od června do října.
Plody vzniklé po opylení jsou světle hnědé, 1 mm dlouhé, mírně zploštělé nažky zakončené bílým, asi 4 mm dlouhým jednořadým chmýrem.

## Význam
Rostlina obsahuje polyfenoly, které mají podpůrné i léčivé účinky při onemocnění jater (hepatoprotektiva) a žlučníku (choleretika). V květech jsou flavonoidy (apigenin, isokvercitrin, isosalipurposid, kaempferol, luteolin, naringenin, kvercitrin) a fenolické kyseliny (chlorogenová a felurová), nať má velké množství manganu a dále ještě chrom, měď, zinek i železo. Sušená droga působí diureticky a v minulosti bývala součásti léčivých čajů, v současnosti je zákonem chráněna a nelze ji v přírodě trhat. Občas se pěstuje jako skalnička a dává se do kytic suchých květů.
Na tuto bylinu je svým životním cyklem vázáno několik druhů monofágních motýlů, např. chobotníček (Bucculatrix gnaphaliella), molík (Digitivalva reticulella), pouzdrovníček (Coleophora gnaphalii) a světlopáska (Eublemma minutata).

## Ohrožení
Smil písečný byl v české krajině ještě v polovině 20. století hojným druhem, postupně však z řady historických lokalit vymizel a stává se vzácným druhem. Pokleslo jak množství existujících populací, tak i počet kvetoucích jedinců v nich. Důvodem zániků stanovišť je několik, často to bývá upuštění od pastvy a následné sukcesní změny stanovišť, cílené zalesňování, těžba písku, plošné obohacování půdy o živiny a následné zarůstání lokalit agresivnějšími rostlinami. Pro zastavení rychlého úbytku smilu písečného a nastavení jeho ochrany před úplným vymizením z české přírody byla tato bylina klasifikována "Vyhláškou MŽP ČR č. 395/1992 Sb. ve znění vyhl. č. 175/2006 Sb.", stejně jako v roce 2017 "Červeným seznamem ohrožených druhů České republiky" za silně ohrožený druh (§2) a (C2).